# Cao Dai
Cao Ðài (također i kaodizam)(chữ nho: 高台) vijetnamska je religija, osnovana 1920-ih s velikim brojem elemenata posuđenih iz drugih većih religija. Tu su zastupljeni budizam, hinduizam, taoizam, konfucijanizam, kršćanstvo i islam. Osim toga postoje i elementi spiritizma i animizma. Religija se smatra primjerom sinkretizma. 
Naziv religije vodi podrijetlo od tradicionalnog vjetnamskog boga. Osnivač Ngô Văn Chiêu (1878. – 1932.) bio je službenik pri Francuskom kolonijalnom carstvu. Cao Ðài se počinje brzo širiti a računa se da danas ova religija ima oko 2 mil. sljedbenika.

## Svetci
Cao Ðài ima veliki broj svetaca. Među njima su: Brahma, Višnu, Šiva, Konfučije, Buda i Isus čak i Ivana Orleanska, Napoleon I., Victor Hugo, Karl Marx, Louis Pasteur, Sun Jat-sen, Winston Churchill i Che Guevara.